# Вільярехо-де-Фуентес
Вільярехо-де-Фуентес (ісп. Villarejo de Fuentes) — муніципалітет в Іспанії, у складі автономної спільноти Кастилія-Ла-Манча, у провінції Куенка. Населення — 692 особи (2010).
Муніципалітет розташований на відстані близько 110 км на південний схід від Мадрида, 55 км на південний захід від Куенки.

## Демографія
Динаміка населення (INE ):